# Arapajma
Arapajma ali pirarucu (znanstveno ime Arapaima gigas) je vrsta sladkovodnih rib iz reda koščenojezičnic, ki izvorno živi v porečju Amazonke in v rečnem sistemu Tokantins-Aragvaja v severnem delu Južne Amerike. Znana je predvsem kot ena največjih sladkovodnih rib na svetu; pogosti so ujeti primerki, dolgi po dva metra, največji pa presegajo 4 m dolžine in težo 200 kg.
So plenilske ribe, ki živijo v nižinskih, počasi tekočih spodnjih delih veletokov Amazonije do prve resne prepreke (večjega slapa ali brzic), kjer se prehranjujejo z manjšimi ribami. Po teh predelih se selijo s sezonskim nižanjem in višanjem vodostaja. Podobno kot pljučarice dihajo z goltanjem zraka, zato morajo redno na gladino.
Meso arapajm je cenjeno, tudi zato, ker jih je razmeroma enostavno loviti s harpunami ali manjšimi mrežami, ko pridejo na gladino po zrak. Ogroža jih prekomeren lov, vendar vrsta ni zadostno poznana, da bi bilo možno izdelati formalno oceno ogroženosti po merilih Svetovne zveze za varstvo narave. Razvija se gojenje v ribogojnicah, ki pa je še v povojih. Po drugi strani so bile arapajme nenamerno vnešene v sistem reke Madre de Dios v Boliviji in Peruju, kjer se je vrsta ustalila in bi utegnila postati invazivna, podobno se dogaja v rekah na Javi in Sumatri v Indoneziji na drugi strani sveta.